# Shaolin Karaté
Pour plus de détails, voir Fiche technique et Distribution.
Shaolin Karaté (少林寺拳法, Shōrinji kenpō) est un film japonais réalisé par Norifumi Suzuki, sorti en 1975. Le film relate une version romancée de la vie de Dōshin Sō, le fondateur du Shōrinji kenpō, incarné par Sonny Chiba. Le film parcourt, sur plusieurs années, la vie difficile dans le Japon d'après-guerre.

## Synopsis
Après avoir appris en Mandchourie la reddition du Japon à la fin de la Seconde Guerre mondiale, un ex-espion japonais retourne au Japon.
Dans les quartiers pauvres d'Osaka subissant l'humiliation de l'occupation américaine, So Doshin protège les plus faibles et les plus démunis. L'ex-espion, fonde une école d'art martiaux où il enseigne le sens de la justice et l'art ancestral de Shaolin pour répandre sa méthode de combat auprès d'une jeunesse japonaise complètement perdue.

## Fiche technique
Sauf indication contraire, les informations mentionnées dans cette section peuvent être confirmées par la base de données cinématographiques IMDb,  présente dans la section « Liens externes ».
- Titre : Shaolin Karaté[1]
- Titre original : 少林寺拳法 (Shōrinji kenpō?)
- Réalisation : Norifumi Suzuki
- Scénario : Isao Matsumoto
- Décors : Shushi Nakamura
- Photographie : Yoshio Nakajima
- Musique : Shunsuke Kikuchi
- Société de production : Tōei
- Pays de production :  Japon
- Langue originale : Japonais
- Format : couleur - 2,35:1 - 35 mm - son mono
- Genre : action
- Durée : 87 minutes
- Dates de sortie :
  - Japon : 15 février 1975[2]

## Distribution
- Sonny Chiba : Dōshin Sō
- Tetsurō Tanba : Nobuyuki Kobayakawa
- Makoto Satō : Kentaro Otaki
- Yutaka Nakajima : Kiku Sakamoto
- Etsuko Shihomi : Miho Tomoda
- Naoya Makoto : Hiroshi Tomoda
- Jun'ichi Tatsu : Miyoshi Bungoi
- Sanae Kitabayashi : Kino Nakano
- Akiko Mori : Masako
- Hōsei Komatsu : Sakai Osa
- Kyōichi Satō : Kaga
- Genji Kawai : Murayama Senzo
- Kazuhide Haruta : Michiomi Nakano
- Asao Koike : Sakae Akamatsu